# Maciara
La maciara, masciara,  ma'ara ou maara est une personne à laquelle la culture populaire de l'Italie méridionale attribue des pouvoirs magiques.

## Définition
« Le terme masciara [ma'ʃara] (ou selon la transcription dans ADL, Alfabeto dei dialetti lucani, mašara) signifie sorcière. Il est présent, exprimant la même valeur sémantique, sous cette forme ou avec la voyelle finale affaiblie, aussi bien en Basilicate que dans les Pouilles. Mašara dérive du latin tardif MAGIA 'facture', ainsi le résultat phonétique attendu G + I, E > /ʃ/ est confirmé. Le masculin maʃaru existe aussi, même s'il est rarement usité ; cette occurrence sporadique est due au fait que c'était, et c'est toujours, un rôle presque toujours joué par des femmes »

— Patrizia del Puente
Ce terme indique donc une figure issue des cultures de l'Italie méridionale, semblable à celle de la sorcière, qui a envahi au fil du temps l'imaginaire paysan italien, et au-delà.
Parler de la maciara signifie rester toujours à la frontière entre la réalité historique et l'imaginaire, entre le document écrit et la narration orale, une narration qui n'a été que partiellement intégrée dans des études ou des romans plus ou moins récents.
Il est difficile de distinguer la figure de la maciara, de la sorcière, terme dont elle semble être étymologiquement plus proche, de celle du sorcier, magicienne, guérisseuse, toutes figures de toute façon unies par leur condition d'isolement dans les sociétés dans lesquelles elles opèrent, bien que leur intervention ait été et soit sollicitée en de nombreuses occasions dans la vie. Les anthroponymes Masciara/Masciaro/Masciari, répandus comme surnoms dans les Pouilles et comme noms de famille dans toute l'Italie, mais concentrés surtout dans la province de Catanzaro en Calabre, documentent une large diffusion de la tradition magique, en particulier dans le Centre-Sud. De nombreuses légendes sont liées à ce personnage, comme par exemple celle de la gatta masciara, ancrée dans l'imaginaire des Pouilles.
L'anthropologue Angelo Lucano Larotonda a défini la masciara comme étant « celle (ou celui) qui accomplissait des actes magiques, dépositaire d'un pouvoir non seulement médical mais aussi sorcier, un pouvoir capable de dissoudre et de relier les forces invisibles qui étaient peut-être dans l'air, dans la lumière ou les ténèbres mais qui gouvernaient la maladie et de la mort ». Figure intermédiaire entre le médecin et le prêtre, elle additionnait le pouvoir de ces deux figures, selon la croyance populaire. Elle était donc « capable de communiquer directement avec les corps et les âmes, elle était capable de remédier à telle ou telle maladie ».
Larotonda a, en outre, reconstitué le dictionnaire de la magie lucanienne, avec de nombreuses références au lexique de la masciara, aux objets d'usage magique et aux formules rituelles propres à chaque situation qui envisageait son intervention.